# Adagnesia charcoti
Adagnesia charcoti is een zakpijpensoort uit de familie van de Agneziidae. De wetenschappelijke naam van de soort werd in 1973 voor het eerst geldig gepubliceerd door het echtpaar Claude en Françoise Monniot.